# Zabacana brevinigrans
Zabacana brevinigrans är en skalbaggsart som beskrevs av Saylor 1946. Zabacana brevinigrans ingår i släktet Zabacana och familjen Melolonthidae. Inga underarter finns listade i Catalogue of Life.